# Watermolen van Casteren
De Watermolen van Casteren of Casterense Watermolen was een watermolen op de Groote Beerze ten noorden van Bladel en ten zuidwesten van Casteren in de omgeving van buurtschap Het Bosch, vroeger Wolfswinkelse Hoeve geheten. Deze watermolen werd in 1215 aan de Priorij van Postel geschonken.
Voordien behoorde de molen toe aan het allodium dat een zekere Jan van Bladel van de Hertog van Brabant in leen had. De schenking werd dan ook verricht door hertog Hendrik I van Brabant. Ook de nabijgelegen Vorselse Molen was eigendom van deze priorij. De Hapertse Watermolen, de dichtstbijzijnde watermolen, was daarentegen in handen van de Abdij van Tongerlo, aangezien deze aan de andere kant stond van de Groote Beerze.
Deze watermolen stond aan de Bladelse kant van de rivier, maar een watermolen staat altijd op of over een riviertje. Zowel de sluis, het waterrad en de vloed lagen aan weerszijden van de grens, waardoor gezegd kan worden dat de molen zowel in Bladel als in Casteren stond. In 1825 werd toestemming gegeven om op de locatie van de watermolen een watervluchtmolen te bouwen. Een jaar later werd de watermolen verwoest door een brand; er werd in 1827 een houten watervluchtmolen voor herbouwd op exact dezelfde locatie. In 1845 verdween ook deze molen door een brand, en werd er twee jaar later de Molen van Wolfswinkel, een stenen watervluchtmolen, voor terug gebouwd. Ook deze keer weer op dezelfde locatie. Regelmatig worden deze twee molens als één en dezelfde molen beschouwd, aangezien beide op dezelfde locatie stonden.